# Nothochelone nemorosa
Nothochelone nemorosa är en grobladsväxtart som först beskrevs av David Douglas och John Lindley, och fick sitt nu gällande namn av Richard Myron Straw. Nothochelone nemorosa ingår i släktet Nothochelone och familjen grobladsväxter. Inga underarter finns listade i Catalogue of Life.

## Bildgalleri

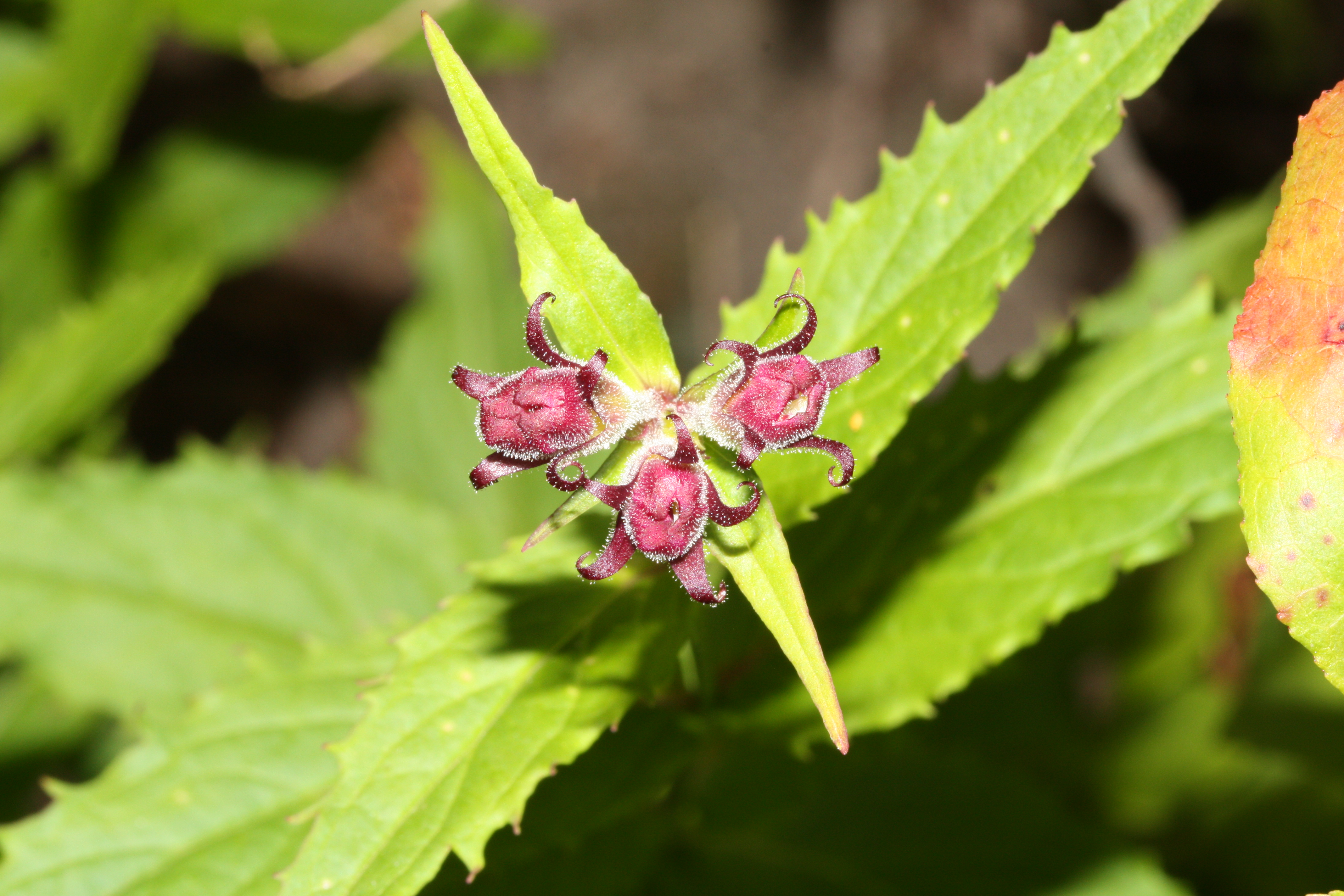
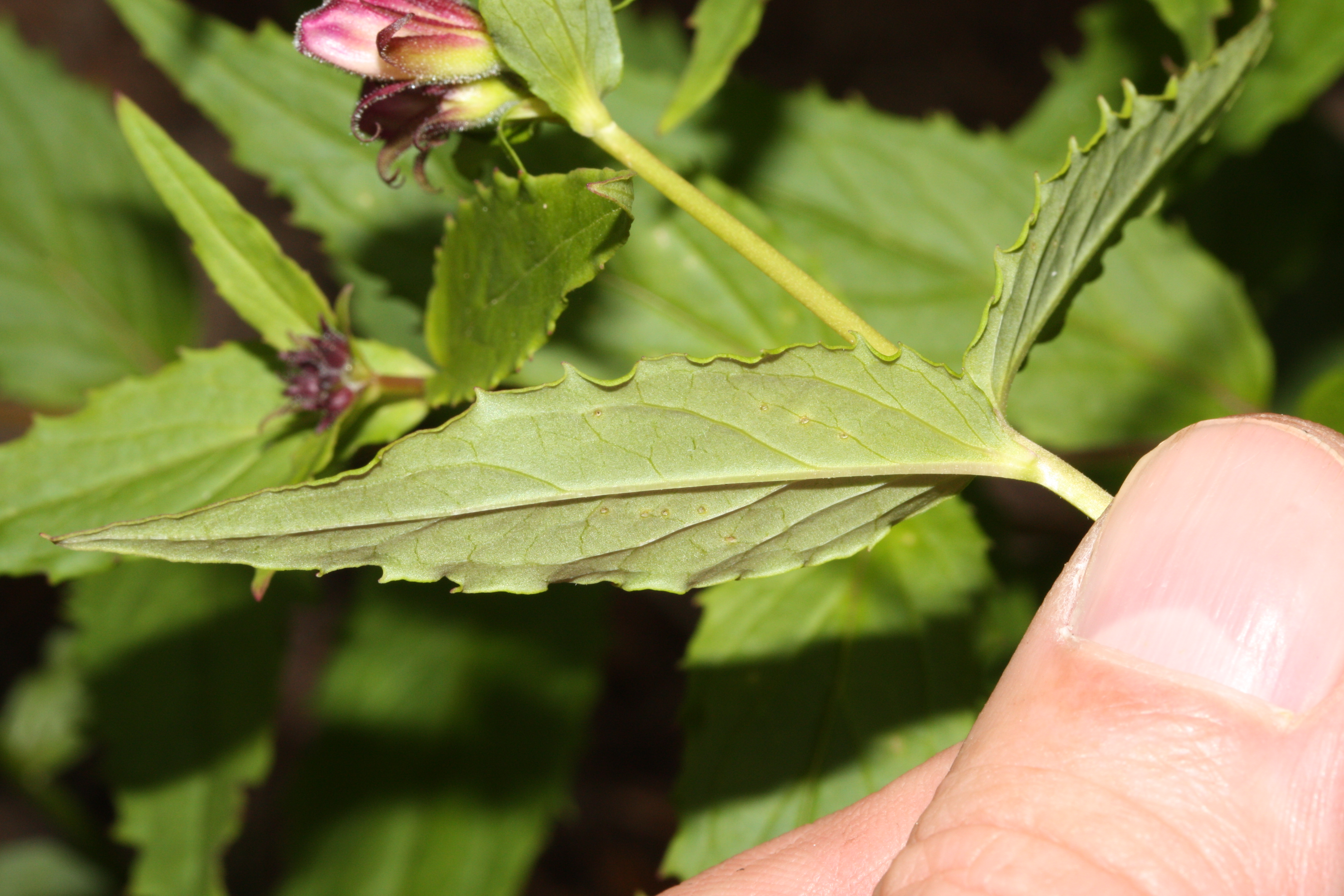
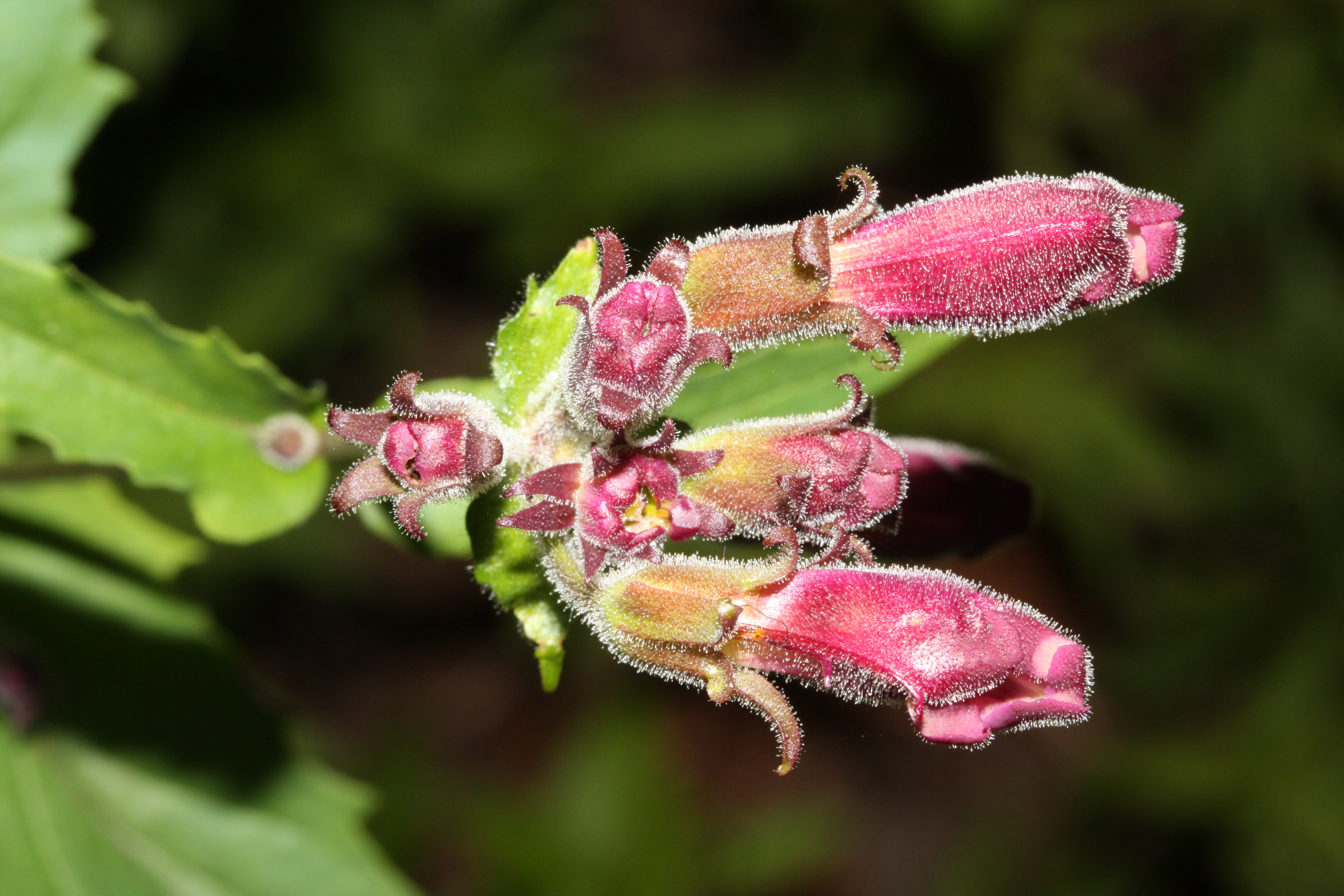
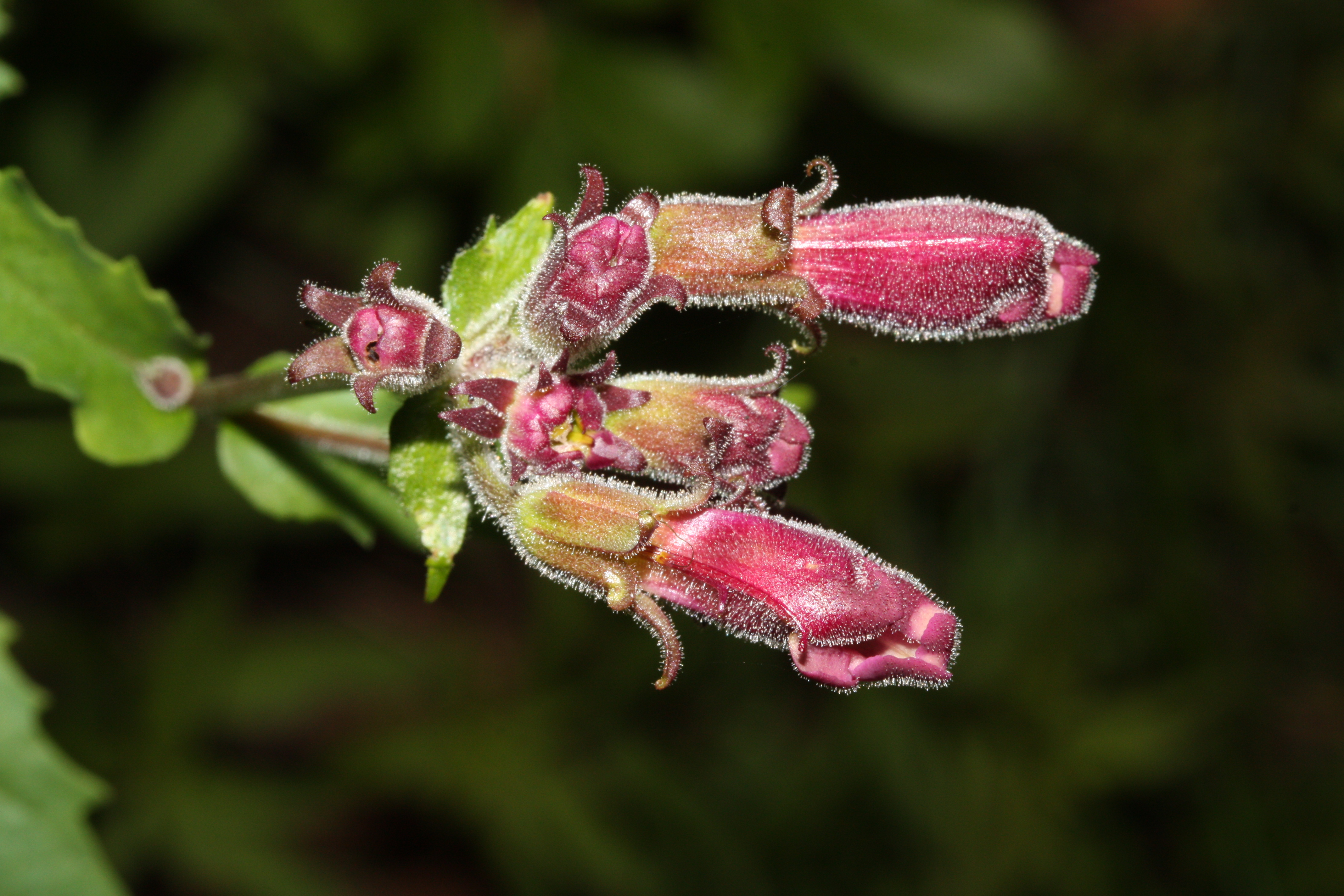